# Cò ke cánh sao
Cò ke cánh sao hay còn gọi meo, chong (danh pháp khoa học: Grewia astropetala) là một loài thực vật có hoa trong họ Cẩm quỳ. Loài này được Pierre mô tả khoa học đầu tiên năm 1888.